# Gustav von Klinkowström
Gustav von Klinkowström (* 27. Juli 1739 in Steinhagen (Vorpommern); † 27. Mai 1808 in Greifswald) war ein schwedisch-pommerscher Jurist.

## Leben
Gustav von Klinckowström besuchte die Universität Greifswald. 1768 wurde er Kanzlist am Königlich-schwedischen Hofgericht in Greifswald. 1775 wurde er ordentlicher Assessor des Hofgerichts. Später wurde er zum Hofgerichtsrat ernannt.
Gustav von Klinkowström verfasste eine Abhandlung von Kirchenmatrikeln, wie solche in Pommern und Rügen abzufassen sind (Stralsund 1792). Er setzte die von Johann Carl Dähnert begonnene Sammlung gem. und besonderer Pommerischer und Rügischer Landes–Urkunden, Gesetze (Stralsund 1799) fort.